# San Salvatore (Malnate)
San Salvatore is een plaats (frazione) in de Italiaanse gemeente Malnate.